# Kingston upon Hull
Pronunciação
Kingston upon Hull, ou simplesmente Hull, é uma cidade independente (em inglês:  Unitary Authority) no litoral do nordeste da Inglaterra, no condado de East Riding of Yorkshire, estando próxima do rio Hull e do rio Humber. Possui cerca de 260 mil habitantes.
Hull foi a Cidade da Cultura do Reino Unido em 2017.

## História
As primeiras povoações na região em torno dos rios Hull e Humber no século XII. Em 1299, a região recebe os primeiros direitos como cidade pelo rei Eduardo I da Inglaterra, que necessitava de um porto ao norte do país em função da guerra contra a Irlanda.

## Esportes
No futebol, a cidade é conhecida por ser a sede do Hull City, que atualmente disputa a Segunda Divisão do Futebol Inglês, a Championship e que manda seus jogos no KC Stadium. A cidade também possui muita tradição no Rugby League, possuindo uma equipe profissional.

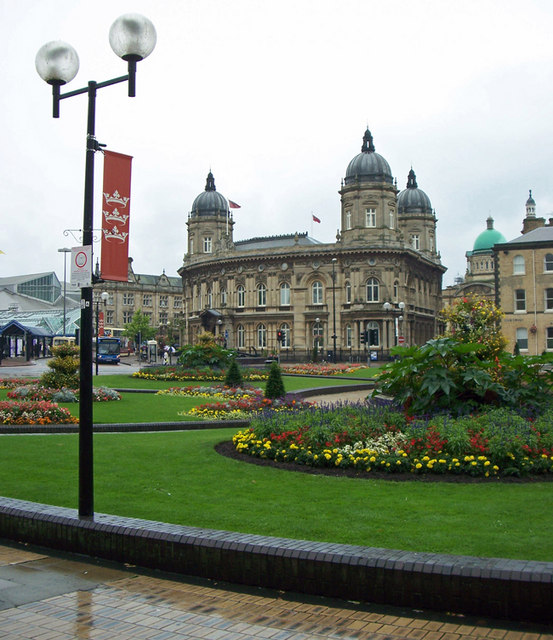
Museu Marítimo em Kingston upon Hull

## Educação
A cidade possui uma universidade, a Universidade de Hull.